# Rind (nordische Mythologie)
Rind (altnord. Rindr), nach Saxo Grammaticus Rinda, ist in der nordischen Mythologie eine Asengöttin, mit der Odin gegen ihren Willen Wali zeugte, der später Balder rächte, indem er Hödur tötete.
Ein finnischer Wahrsager prophezeit, dass nur Odin und die Königstochter Rind zusammen den Rächer für Balders Tod hervorbringen können. Rinds Weigerung bricht Odin, indem er durch Verkleidungen, Zauber und Täuschung gewaltsam den Rächer Wali (bei Saxo Grammaticus „Bous“ genannt) zeugt.  